# The Great Money Caper
The Great Money Caper, llamado El gran timo en España y El gran estafador en Latinoamérica, es un episodio perteneciente a la temporada N°12 de la serie animada Los Simpson, estrenado en Estados Unidos el 10 de diciembre de 2000 y el 19 de agosto de 2001 en Hispanoamérica. Fue escrito por Carolyn Omine, dirigido por Michael Polcino y la estrella invitada fue Edward Norton como Devon Bradley. En el episodio, Bart y Homer comienzan a realizar timos para conseguir dinero, pero pronto son descubiertos y detenidos.

## Sinopsis
Todo comienza cuando la familia va a un restaurante cuya temática era la magia. Allí, todos disfrutan del show, y todavía Marge quien se embriaga con té helado isleño. Tras el gran espectáculo, Bart se fascina por la magia y pide un set de mago de regalo. 
Cuando están volviendo en el auto hacia su casa, un pez gigante cae del cielo y golpea severamente el auto de familia (el pez era el almuerzo de unos astronautas rusos y había caído del espacio exterior). Cuando Homer va a reparar su vehículo, descubre que el arreglo sería muy caro. Para conseguir dinero, una noche, Homer y Bart van al muelle a realizar trucos de magia, pero el acto se vuelve muy malo, por lo que Homer se va y deja a su hijo solo. Bart queda abandonado en la calle, y la gente comienza a darle dinero por caridad, para que pueda volver a su casa. Cuando Homer está manejando hacia su casa, ve a Bart en un taxi con mucho dinero en su sombrero, y cuando llega a casa, ve a su hijo comiendo un costoso filete. Los dos, entonces, descubren que podrían ganar mucho dinero timando a la gente, haciendo pasar a Bart como un niño en una situación negativa, para que todos sintiesen lástima por él y le dieran dinero. Bart cree que está mal pero Homer se aprovecha de la situación y convence a su hijo de convertirse en timadores.
Homer y Bart timan a mucha gente de Springfield. Entre otras cosas, Bart se hace pasar por un niño ciego con un pastel (que era en realidad un almohadón cubierto de crema y chocolate), simula haber perdido a su perro, y hace que la gente le dé más y más dinero a tal punto que engañan al mismo mecánico que reparó su auto.
Un día, Bart cree que ya es suficiente de estar timando pues el auto ya había sido reparado, pero Homer sigue convenciéndolo para seguir. Tras haber fracasado en su intento de timar a Flanders, Bart convence a Homer de dejar de ser estafadores pero luego descubren un libro hecho para los timadores, que había sido escrito por el Abuelo Simpson. Éste les recomienda realizar un gran timo para conseguir mucho dinero: Bart y Homer se disfrazan de vendedores, y van al Asilo de Ancianos de Springfield, diciendo que Abraham Simpson había ganado diez millones de dólares. El Abuelo, quien estaba confabulado en el acto, simula morir, por lo que Homer y Bart exclaman en voz alta que ya no podrían entregar la gran suma de dinero, a menos que cada residente del Asilo aportase 100 dólares para comprar un nuevo cheque gigante. Los ancianos, creyendo en Homer, le dan 100 dólares cada uno y, cuando Homer y Bart siguen cobrando, son repentinamente arrestados por un agente disfrazado del FBI.
El agente los lleva a la cárcel y les condiciona con que les devolvería el auto y el dinero, siempre y cuando entren en la cárcel. Pero Homer se las arregla para simular encerrarse en una celda, cuando en realidad no estaba preso. Entonces, el supuesto agente del FBI les revela que también era un estafador, que los había timado para robarles su auto y el dinero de los ancianos. Homer y Bart se sienten desolados y avergonzados por haber sido timados ellos mismos. Aunque originalmente el plan era decir la verdad, Homer y Bart vuelven a su casa y le dicen a Marge y a Lisa que un hombre extranjero, barbudo y desaliñado, les había robado el auto, cosa que nunca pasó.
A la mañana siguiente, Marge despierta a Homer con la noticia de que habían atrapado al ladrón del auto. Por las noticias, Homer ve que la policía estaba apresando al jardinero Willie, ya que coincidía con la descripción que Homer había dado la noche anterior sobre el delincuente. Ese mismo día, Homer y Bart son citados para un juicio en contra de Willie. Todas las pruebas inculpan al jardinero y lo condenan a la cárcel, pero todo se sale de control cuando Willie le quita el arma al Jefe Wiggum y amenaza a todos los presentes, disparando al aire y algunas balas llegan al cabello de Marge. El director Skinner trata de persuadirlo pero le dispara en el pecho. Finalmente Homer dice la verdad: Willie no le había robado su auto y nadie lo hizo, sino que había querido hacer un timo y había salido timado él mismo (y después aclara que también Bart lo ayudó). En ese momento, Marge les avisa a los ciudadanos de Springfield que lograron el objetivo.
Resulta que todos los ciudadanos se habían confabulado (menos Willie) para darles una lección a Homer y a Bart por sus estafas, todo esto dirigido por Marge, Lisa y el mismo Abuelo Simpson. Enseguida, el director Skinner se levanta como si nada aclarando que la sangre era salsa de tomate. Marge aclara que los disparos en su cabello eran fulminantes automáticos que fueron colocados en su cabello. Aparece el supuesto agente de policía que les había "robado" el auto y el dinero de los ancianos: era en realidad un actor, confabulado también con los ciudadanos. Homer se pregunta por qué nadie tenía nada mejor que hacer que darles una lección a él y a Bart, y Lisa se dispone a darle una explicación, pero en ese momento llega Otto a la sala del juzgado para anunciar que habían llegado las olas.
El episodio termina con todos los habitantes de Springfield surfeando en la playa.